# Makulering

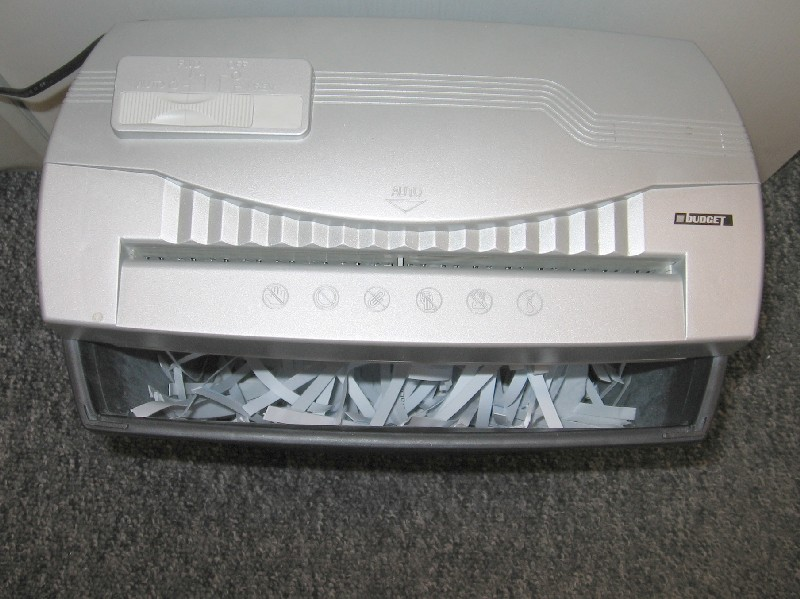
En dokumentförstörare.

Makulering innebär att man förstör eller på något sätt ogiltigmärker ett föremål, så att det inte kan användas igen. Det kan vara en biljett som konduktören river sönder eller som stämplas i en automat, ett pappersdokument som man strimlar med en dokumentförstörare, ett frimärke som man stämplar med en poststämpel. Med biljetten och frimärket tjänar makuleringen det dubbla syftet att dels göra värdemärket giltigt för den gången det stämplas (eller motsvarande), dels förhindra att det används flera gånger, så att den som har sålt det förlorar inkomster. Dokumentförstöraren används bland annat för att säkerställa att känsliga uppgifter inte kommer i fel händer, till exempel utdrag ur polisens straffregister.
Makulering (att makulera) kan även innebära att avfärda/avbryta en order som beställts via internetköp.[källa behövs]
Makulering kan också betyda att sätta upp papper på en vägg, som underlag för målning.